# エルンスト・ツェルナー
エルンスト・オットー・エミール・ツェルナー（ドイツ語: Ernst Otto Emil Zörner、1895年6月27日-1945年行方不明、1960年に死亡確定）は、ドイツ国の実業家、政治家。
ドレスデン市長、ルブリン地区行政長官などを務めた。

## 生涯
小学校を卒業した後、ツェルナーはブラウンシュヴァイクの中学校に通った。 その後、ハノーファーの高等商業学校で3年間の見習いを済ませ、1914年に第一次世界大戦が勃発したとき、彼は前線に志願した。 終戦時、彼は陸軍中尉の階級を持つ中隊長であった。1918年、ツェルナーはグダニスクの東部国境警備隊に勤務し、翌年再び商人として勤務した。1924年に彼はブラウンシュヴァイクにコーヒー焙煎所と食料品店を起業した。
当初からの国家社会主義者であった、ツェルナーは、1922年に国家社会主義ドイツ労働者党に入党した（会員番号3218）。1928年2月に彼はブラウンシュヴァイクで最初のナチス市議会議員になり、1929年に彼は国家社会主義者の派閥のリーダーであった。
1932年に国会議員となり、1933年3月21日、ナチスが「権力を掌握」した直後に、国会第三副議長に任命された。
1933年8月にはドレスデンの市長となり、1939年7月までこの役職を務めた。
第二次世界大戦が勃発し、ドイツがポーランドを占領すると、「総督」であり、ツェルナーの友人であるハンス・フランクは、1939年9月27日にポーランドのクラクフ市長に任命した。彼は1940年1月までこの地位を保持していた。1940年2月1日、彼はルブリン地区の行政長官（知事）に任命された。

## 死亡
第二次世界大戦の最終段階の混乱の中で、彼は行方不明となる。1945年の春、ツェルナーはドイツの保護国ベーメン・メーレン保護領にいたと言われており、そこで自殺したという噂がある。第二次世界大戦後、1960年3月25日、ツェルナーは、娘の要請により1945年12月21日まで遡及的に死亡宣告を受けた。 